# 里德伯公式

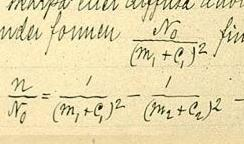
出现在1888年11月的里德伯公式的纪录

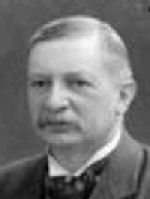
约翰内斯·里德伯

里德伯公式（英語：Rydberg formula，又称里德伯-里兹公式）是1889年瑞典物理学家里德伯提出的表示氢原子谱线的经验公式。
{\displaystyle {\frac {1}{\lambda }}=R({\frac {1}{n^{2}}}-{\frac {1}{n'^{2}}})\qquad n=1,2,3\cdots \quad n'=n+1,n+2,n+3\cdots }
其中R=4/B，称为里德伯常量，λ是谱线的波长。
里德伯公式是比巴耳末公式更加普遍地表示氢原子谱线的公式。巴耳末公式是里德伯公式在n=2的条件下的特例。里德伯公式中，对于每一个n都有n'=n+1,n+2,n+3…每种n和n'的组合都代表一条谱线。例如n=2、n'=3是波长为6563Å的Hα线，n=2、n'=4是波长为4861Å的Hβ线。对于每一组n相同，n'不同的无穷条谱线，都构成一个线系。每个线系的第一条谱线波长最长，是n'=n+1向n的状态跃迁产生的谱线。随着n'不断增大，谱线的波长越来越短，谱线之间波长的间隔越来越小，当n'=∞时，线系终止于
{\displaystyle \lambda ={\frac {n^{2}}{R}}}
这称为线系限。
下面列举n从1到6分别对应的线系：
- 來曼系：n=1，n'=2,3,4…，线系限91nm，位于紫外波段，是在1906年由美国物理学家來曼发现的。

- 巴耳末系：n=2，n'=3,4,5…，线系限365nm，位于可见光波段，1885年瑞士数学教师巴耳末首先将这组线系的波长表述成巴耳末公式，因此称为巴耳末系。其中最重要的是Hα线（波长656.3nm），是由瑞典物理学家安德斯·埃格斯特朗于1853年首先观测到的。

- 帕申系：n=3，n'=4,5,6…，线系限821nm，位于红外波段，是在1908年由德国物理学家帕申发现的。

- 布拉克系：n=4，n'=5,6,7…，线系限1459nm，位于红外波段，是在1922年由美国物理学家布拉克发现的。

- 蒲芬德系：n=5，n'=6,7,8…，线系限2280nm，位于红外波段，是在1924年由美国物理学家蒲芬德发现的。

- 韓福瑞系：n=6，n'=7,8,9…，线系限3283nm，位于红外波段，是在1953年由美国物理学家韓福瑞发现的。韓福瑞系是最后一个用人名命名的线系。

对于n=4，n'=7以上的谱系、n=5，n'=7以上的谱系、n=6，n'=7的谱线都是由韓福瑞发现的。

## 对于氢原子

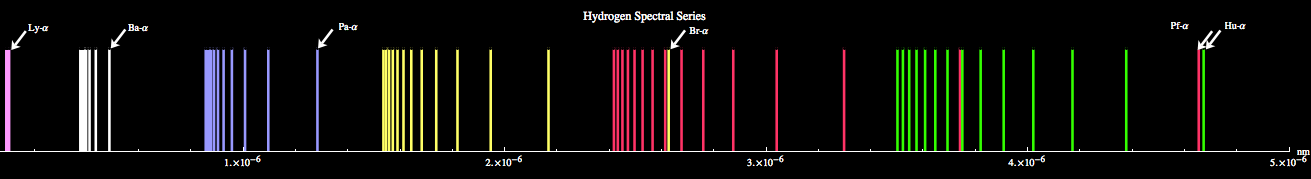

{\displaystyle {\frac {1}{\lambda _{\mathrm {vac} }}}=R\left({\frac {1}{n_{1}^{2}}}-{\frac {1}{n_{2}^{2}}}\right)}
其中
{\displaystyle \lambda _{\mathrm {vac} }}是真空中发射的电磁辐射的波长；
{\displaystyle R}是里德伯常数，大约为1.097 x 107 m−1；
{\displaystyle n_{1}}和{\displaystyle n_{2}}是大于或等于1的整数，使得对应于在量子跃迁之前和之后占据的轨道的主量子數。
通过将{\displaystyle n_{1}}设置为1，并使{\displaystyle n_{2}}从2到无穷，收敛到91nm称为來曼系的谱线被获得，以相同的方式：
| n1 | n2    | 名称     | 收敛到              |
| -- | ----- | -------- | ------------------- |
| 1  | 2 → ∞ | 來曼系   | 91.13 nm (紫外)     |
| 2  | 3 → ∞ | 巴耳末系 | 364.51 nm (紫外)    |
| 3  | 4 → ∞ | 帕申系   | 820.14 nm (红外)    |
| 4  | 5 → ∞ | 布拉克系 | 1458.03 nm (远红外) |
| 5  | 6 → ∞ | 蒲芬德系 | 2278.17 nm (远红外) |
| 6  | 7 → ∞ | 韓福瑞系 | 3280.56 nm (远红外) |

## 对于类氢原子
里德伯公式最初是描述氢原子谱线的公式，也可以扩展为描述类氢原子谱线的公式
{\displaystyle {\frac {1}{\lambda }}=R_{A}Z^{2}({\frac {1}{n^{2}}}-{\frac {1}{n'^{2}}})\qquad n=1,2,3\cdots \quad n'=n+1,n+2,n+3\cdots }
其中RA是该种元素的里德伯常量，Z是该种元素的核电荷数。
里德伯公式只是一个经验公式，里德伯未能深入探究这一公式所蕴涵的物理意义。直到1913年丹麦物理学家尼尔斯·玻尔创立了玻尔模型，里德伯公式的物理含义才得到合理的解释。

## 参阅
- 玻尔模型
- 里德伯常量
- 21公分線